# Doronicum pardalianches
Espèce
Classification phylogénétique
Doronicum pardalianches, le Doronic tue-panthère, Doronic à feuilles en cœur, Doronic à feuilles cordées ou Herbe aux panthères, est une espèce de plante à fleurs de la famille des Asteraceae.
C'est une plante herbacée vivace.

## Répartition
On trouve cette espèce à l'état naturel en Europe occidentale.